# Andréi Siniavski
Andréi Donátovich Siniavski, en ruso: Андрéй Донáтович Синявский, transliterado académicamente como Andréj Donátovič Sinjavskij (Moscú, 8 de octubre de 1925-París, 25 de febrero de 1997) fue un escritor, editor y disidente soviético, sobreviviente de los campos de trabajos forzados del sistema Gulag. Se exilió en Francia y llegó a ser profesor de la parisina Universidad de la Sorbona.
Se matriculó en 1944 en la Facultad de Filología de la Universidad de Moscú y fue investigador en el Instituto Gorki de Literatura universal; hizo su tesis doctoral sobre la novela La vida de Klim Samguín del escritor Máximo Gorki; la detención de su padre en 1951 en plena represión estalinista, sacudió sus creencias y le hizo cambiar de rumbo; era crítico literario de la revista Novy Mir y se alineó con los oponentes del realismo socialista a partir de la muerte de Stalin cuando escribió "Sobre el realismo socialista" para la revista francesa Esprit en 1963; también escribió un prólogo polémico a unos poemas de Borís Pasternak, al que defendió cuando ganó, en 1958, el Premio Nobel de Literatura.
Comenzó su carrera de escritor publicando fuera de su país Cuentos fantásticos, Lubímov y Pensamientos improvisados bajo el pseudónimo de Abraham Terts o Tertz (Абрам Терц), críticas satíricas y feroces del totalitarismo soviético; el KGB tardó cinco años en descubrir su identidad, fue detenido el 13 de septiembre de 1965, procesado junto con su amigo Yuli Daniel y condenado a siete años de reclusión en 1966 en el campo de trabajo o Gulag de Dubrovlag, en Potma, cerca de Nizhni Nóvgorod, entonces llamada Gorki; (véase Proceso de Siniavski–Daniel); en este enclaustramiento escribió Paseos con Pushkin (Londres, 1975).
Liberado en 1971 por buena conducta, el escritor pudo abandonar la URSS en 1973 con su esposa María Rózanova y su hijo Yegor, a cambio de renunciar a la nacionalidad soviética. Instalado en París, enseñó literatura rusa en la Sorbona y fundó la revista literaria Síntaksis. Su obra Una voz desde el coro, escrita en prisión, ganó el premio a la mejor novela extranjera en 1974. Otro ensayo de esta etapa es La civilización soviética. De viaje en Moscú en 1989, celebró «la desaparición del miedo»; pero, en 1993, proclamó su desencanto con Borís Yeltsin y con sus propios colegas intelectuales que cerraban los ojos ante su creciente poder.

## Origen
Andréi no era judío; su padre, Donat Siniavsky había sido un noble ruso proveniente de Syzran, quien posteriormente militó en el Partido de socialistas revolucionarios de izquierda y que fue dos veces arrestado acusado de ser «enemigo del pueblo» (la última vez durante la última purga del dictador soviético Iósif Stalin). Durante su estadía en prisión, Donat Siniavsky enfermó y, luego de su liberación, desarrolló un cuadro de insania mental. Andréi Siniavsky describiría las experiencias de su padre en su novela ¡Buenas noches!
Habiendo sido inicialmente un protegido del notable escritor Borís Pasternak (autor de la novela Doctor Zhivago y ganador del Premio Nobel de Literatura en 1958), Siniavsky describía la realidad soviética que él veía a través de sus cuentos e historias de ficción.

## Detención
En 1965, fue arrestado junto a su amigo y también escritor Yuli Daniel, y sería juzgado en una infame farsa judicial del proceso de Siniavski–Daniel. El 14 de febrero de 1966, Siniavsky recibiría una condena de siete años, bajo la acusación de actividad antisoviética, debido a las opiniones expresadas por sus personajes de ficción.
El caso fue acompañado por una activa y áspera campaña de propaganda en los estrictamente oficiales medios soviéticos, lo que sería percibido por algunos observadores occidentales como una señal del paulatino final del «deshielo de Jrushchov» (en ruso: Хрущёвская о́ттепель transliterado como Jruschóvskaya óttepel) que había seguido al régimen estalinista, en especial a partir de la denuncia oficial de aquel por parte del entonces nuevo líder soviético Nikita Jrushchov (mediante su posteriormente famoso discurso secreto del 25 de febrero de 1956).
Como escribe el historiador Fred Coleman:

«Los historiadores ahora no tienen dificultad en señalar el nacimiento del moderno movimiento soviético disidente. Comenzó en febrero de 1966 con el juicio de Andréi Siniavsky y de Yuli Daniel, dos escritores rusos que ridiculizaron al régimen soviético en sátiras contrabandeadas al exterior y publicadas bajo seudónimos... Poca cuenta se dieron en ese tiempo de que estaban comenzando un movimiento que contribuiría a terminar el gobierno comunista.»

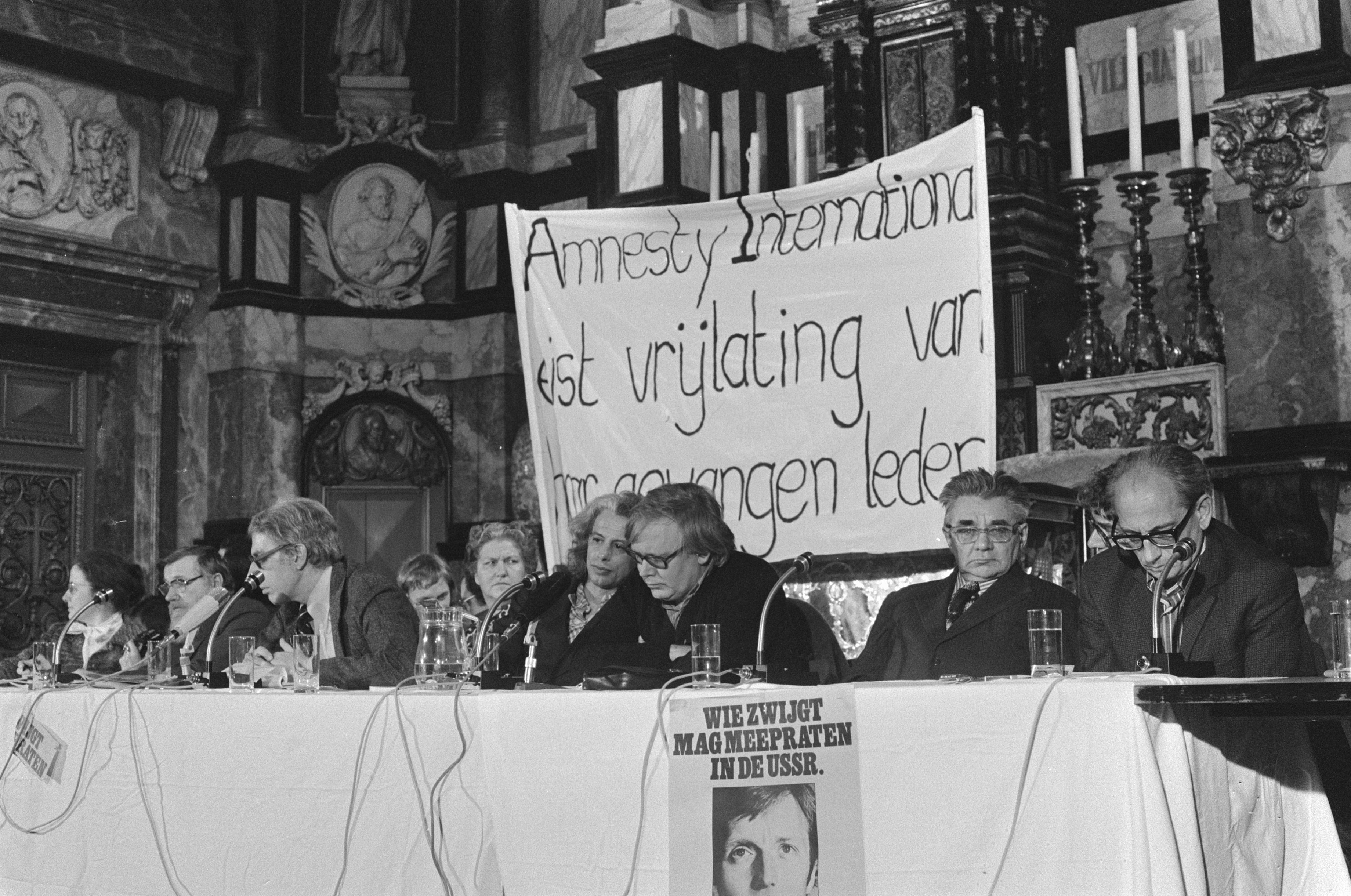
Teach Inn para presos políticos en la Unión Soviética. De izquierda a derecha Andrej Sinjavsky y su esposa, H. van Leeuwen.

Siniavsky fue liberado en 1971 y en 1973 se le permitió emigrar a Francia, país en el que sería uno de los cofundadores (junto a su esposa María Rózanova) del almanaque en lengua rusa Síntaksis (Sintaksis). También contribuiría activamente con la anticomunista Radio Liberty. Murió en 1997, en la localidad francesa de Fontenay-aux-Roses, cerca de la ciudad de París.
Siniavsky fue el catalizador de la formación de un importante grupo de traducción entre los idiomas ruso e inglés, el cual también estaba conformado por Larissa Volojonsky y por el esposo estadounidense de esta, Richard Pevear. Ellos traducirían varias obras de León Tolstói, Fiódor Dostoyevski y Nikolái Gógol y Antón Chéjov y Mijaíl Bulgákov. Volojonsky, quien nació y fue criada en la ciudad de Leningrado (la actual San Petersburgo, obtuvo el permiso oficial soviético para visitar los Estados Unidos por primera vez a principios de la década de 1970 y casualmente leyó el artículo de Pevear sobre Siniavsky en la publicación Hudson Review. En ese tiempo, Pevear creía que Siniavsky aún se encontraba en una prisión soviética, pero hacía poco que Volojonsky le había ayudado a inmigrar a Francia y a establecerse en París. Naturalmente Pevear se sintió gratamente sorprendido de estar equivocado: «Larissa acaba de ayudar a Siniavsky a salir de Rusia», recordaría Pevear, «y ella me hizo saber que, mientras yo había dicho que él aún estaba en prisión, en realidad estaba en París. Estaba contento de saberlo.»

## Cita
- «Todos los escritores son disidentes».